# NHK下関支局
NHK下関支局（エヌエイチケイしものせきしきょく）は、山口県下関市豊前田町の海峡メッセ下関内にあるNHK山口放送局の支局。

## 概要
下関市を中心とした関門地区の取材の拠点。
かつてはNHK下関放送局という独立した放送局で独自番組を放送しており、呼出符号も与えられていた。1984年頃までは制作部があって、ディレクター、記者、アナウンサーなどが駐在していた。
現在は支局として関門地区の報道業務を行なっている。
関門地区で受信料の問い合わせ業務の受付を2018年11月まで行なっていたが、現在はNHK山口放送局で受け付けている。

## 所在地
- 〒750-0018 下関市豊前田町3丁目3-1 海峡メッセ下関5階

## 沿革
- 1956年（昭和31年）6月にNHK下関放送局としてラジオ放送開局。旧コールサインはラジオ第1がJOUI、ラジオ第2がJOUU[1]。
- 1962年（昭和37年）下関放送会館開設[2]。
- 1970年（昭和45年）テレビジョン（UHF）放送開始。
- 1982年（昭和57年）11月1日 - ラジオ第1のコールサインをJOUIからJOUQ、ラジオ第2のコールサインをJOUUからJOUZにそれぞれ変更。
- 1984年（昭和59年）- NHKの組織改革に伴い、制作部が廃止された。
- 1988年（昭和63年）7月22日 - NHKの組織改革に伴い下関放送局から下関支局に改称され[3]、山口放送局の下部組織となった。
- 1996年（平成8年）局舎老朽化などにより、下関放送会館が閉鎖され。後に現在の海峡メッセ下関に移転した。
- 2002年（平成14年）呼出符号（JOUQ・JOUZ）を廃止。
- 2006年（平成18年）10月1日 - 下関地区で地上デジタル放送開始
- 2011年（平成23年）7月24日 - アナログ放送終了
- 2018年（平成30年）11月30日をもって、効率的な業務運営の推進の方針により、受信料、放送業務に関する電話・受付窓口での問い合わせを終了。

## チャンネル・周波数

### ラジオ
- ラジオ第1放送　1026kHz（100W）（旧コールサイン：JOUQ）現在はなし
- ラジオ第2放送　1359kHz（100W）（旧コールサイン：JOUZ）現在はなし
- FM放送　83.1MHz（50W）（開局当初から山口放送局管轄のためコールサインは与えられていない。）

### テレビ
- 総合テレビ　デジタル16ch（100W）（ID：1）・アナログ39ch（1kW・2011年7月24日の停波当時）
- 教育テレビ　デジタル13ch（100W）（ID：2）・アナログ41ch（1kW・2011年7月24日の停波当時）

## 支局周辺
- JR下関駅
- 海峡ゆめタワー
- 下関港国際ターミナル